# Oldřich Machač
Oldřich Machač (Prostějov, 18 aprile 1946 – Brno, 10 agosto 2011) è stato un hockeista su ghiaccio ceco, fino al 1992 cecoslovacco.

## Palmarès

### Olimpiadi invernali
- 3 medaglie[1]:
  - 2 argenti (Grenoble 1968; Innsbruck 1976)
  - 1 bronzo (Sapporo 1972)